# Шевцова, Зинаида Всеволодовна
Зинаида Всеволодовна Шевцова (1 июня 1929 — 10 февраля 2023, Москва) — советский и абхазский учёный в области вирусологии, доктор медицинских наук, профессор, академик Академии наук Абхазии. Первооткрыватель штамма вируса геморрагической лихорадки обезьян «Сухум» (с 1969).

## Биография
Родилась 1 июня 1929 года в Москве.
С 1948 по 1953 год обучалась на медицинском факультете 2-го Московского государственного медицинского института. С 1953 по 1958 год училась в аспирантуре НИИ эпидемиологии и микробиологии имени Н. Ф. Гамалеи АМН СССР по кафедре микробиологии.
С 1958 года на научно-исследовательской работе в Сухумском НИИ экспериментальной патологии и терапии АМН СССР — Академии наук Абхазии в качестве научного и старшего научного сотрудника, с 1981 года — руководитель и главный научный сотрудник Лаборатории вирусных инфекций (с 1989 года — Лаборатория вирусологии и иммунологии), занималась исследованиями в области изучения вирусных инфекций у человека и обезьян. В качестве исследователя находилась в заграничных командировках в международных научно-исследовательских центрах в том числе в таких странах как: США, Германия, Чехословакия и Венгрия.
С 1981 года одновременно с научной занималась и педагогической работой в Абхазском государственном университете в качестве профессора и с 1988 по 1996 год — заведующего кафедрой экспериментальной биологии и медицины биолого-географического факультета.
Скончалась 10 февраля 2023 года.

### Научно-педагогическая деятельность и вклад в науку
Основная научно-педагогическая деятельность З. В. Шевцовой была связана с вопросами в области вирусологии, онковирусологии, иммунологии, в том числе экспериментальной и инфекционной патологии, занималась исследованиями, выделением и описанием различных инфекций обезьян, в том числе коронавирусной инфекции, энцефаломиокардит, гепатит A и геморрагическая лихорадка, для установления сходства этих инфекций с соответствующими заболеваниями у человека и последующего испытания на обезьянах новейших иммуномодулирующих и вакцинных препаратов.
В 1969 году З. В. Шевцовой был выделен самостоятельный штамм вируса геморрагической лихорадки обезьян, в качестве самостоятельного вида получивший название «Сухум», который был передан Институтом вирусологии АМН СССР в Государственную коллекцию вирусов СССР, этот вирус был одобрен Международным комитетом по таксономии и классификации вирусов и был направлен на хранение в Банк вирусов США.
В 1961 году защитила кандидатскую диссертацию по теме: «Влияние облучения рентгеновскими лучами на иммуногенез и напряженность иммунитета у животных, иммунизированных живой бруцеллезной вакциной», в 1974 году защитила докторскую диссертацию на соискание учёной степени доктор медицинских наук по теме: «Геморрагическая лихорадка обезьян». В 1977 году ВАК СССР ей было присвоено учёное звание профессор. З. В. Шевцова является действительным членом Академии наук Абхазии и действительным членом РАЕН. З. В. Шевцовой было написано более ста шестидесяти научных работ, в том числе монографий, под её руководством была выполнена одна докторская и три кандидатских диссертации.

## Основные труды
- Геморрагическая лихорадка обезьян макак: (Этиология, клинико-морфологические особенности, патогенез) / Акад. мед. наук СССР. Ин-т полиомиелита и вирусных энцефалитов. — Сухуми: 1974. — 45 с

## Награды, звания, премии
- Орден «Честь и слава» (Абхазия) III степени
- Медаль «За доблестный труд в Великой Отечественной войне 1941—1945 гг.»
- Медаль «Ветеран труда»
- Заслуженный деятель науки Республики Абхазия
- Почётная грамота Президиума Верховного Совета Абхазской АССР (1960, 1980)[8][4][5]